# New Rock (Südliche Shetlandinseln)
Der New Rock (englisch für Neuer Felsen, spanisch Roca Nueva) ist ein 105 m hoher Klippenfelsen im Archipel der Südlichen Shetlandinseln. Er liegt 1,2 km vor der südwestlichen Küste von Deception Island. 
Wissenschaftler der britischen Discovery Investigations kartierten ihn 1935 und benannten ihn so wegen seiner nicht lang zurückliegenden Erstkartierung durch norwegische Walfänger um das Jahr 1929.